# Gonepteryx
Gonepteryx Leach, 1815 è un genere di lepidotteri appartenente alla famiglia Pieridae, presente in Eurasia e Nordafrica.
Distribuite tra Europa, Asia e Nordafrica, queste farfalle sono comunemente conosciute in lingua inglese come brimstones per il colore giallo brillante delle ali della maggior parte delle specie. Condividono lo stesso nome delle Anteos, genere tropicale dalle dimensioni sensibilmente maggiori distribuite nel continente americano. Queste specie sono note per essere tra le farfalle più longeve, arrivando ad una durata della vita di 10-13 mesi per molte specie delle zone temperate. Anteos, tuttavia, ha una vita molto più breve. Gli adulti a riposo spesso imitano le foglie di edera.

## Tassonomia
Questo taxon comprende le seguenti sedici specie:
- Gonepteryx acuminata (C. & R. Felder, 1862)
- Gonepteryx aspasia (Ménétriès, 1859)
- Gonepteryx amintha (Blanchard, 1871)
- Gonepteryx burmensis (Tytler, 1926)
- Gonepteryx chitralensis (Moore, 1905)
- Gonepteryx cleobule (Hübner, 1824) – Canary brimstone
- Gonepteryx cleopatra (Linnaeus, 1767) – Cleopatra
- Gonepteryx eversi (Rehnelt, 1974)
- Gonepteryx farinosa (Zeller, 1847) – powdered brimstone
- Gonepteryx maderensis (Felder, 1862) – Madeira brimstone
- Gonepteryx mahaguru (Gistel, 1857) – lesser brimstone
- Gonepteryx maxima (Butler, 1885)
- Gonepteryx nepalensis (Doubleday, 1847)
- Gonepteryx palmae (Stamm 1963) – La Palma brimstone
- Gonepteryx rhamni (Linnaeus, 1758) – common brimstone
- Gonepteryx taiwana (Paravicini 1913)